# António Zambujo
António José Rodeia Zambujo (Beja, 19 settembre 1975) è un musicista e cantante portoghese di fado.

## Biografia
Da bambino familiarizza subito con la musica dell'Alentejo ed inizia a studiare da giovanissimo strumenti musicali (clarinetto, chitarra). Attualmente è un noto cantante del Brasile, ha suonato con cantanti brasiliani come Roberta Sá, Chico Buarque de Holanda, Ney Matogrosso, Ivan Lins, Zé Renato. Dopo aver ascoltato João Gilberto, a 16 anni, decide di voler cantare come lui. Ha successo anche a Galizia, si esibisce insieme ad alcuni degli artisti più famosi della comunità spagnola, come Uxía o Xosé Manuel Budiño, ma anche artisti stranieri residenti in Spagna, come i brasiliani Paulo Silva o Sérgio Tannus o, ancora, l'angolana Aline Frazão.
Il suo album Até Pensei Que Fosse Minha viene nominato al Grammy Latino del 2017 come Miglior Album di Musica Popolare Brasiliana.
Il 9 giugno 2015, Aníbal Cavaco Silva gli conferisce l'onorificenza di Cavaliere dell'Ordine dell'Infante Dom Henrique.

## Discografia

### Album in studio
- O mesmo fado (2002)
- Por meu cante (2004) CD
- Outro sentido (2007) CD
- Guia (2010) CD
- Quinto (2012) CD
- Lisboa 22:38 - Live al Colosseo (2013) CD
- Rua da emenda (2014) CD
- Até pensei que fosse minha (2016) (CD), in cui interpreta canzoni di Chico Buarque
- Do avesso (2018) CD